# Чокто (округ, Алабама)
Чо́кто (англ. Choctaw County) — округ в США, штате Алабама. Официально образован в 1847 году. По состоянию на 2000 год, численность населения составляла 15 922 человек. Административный центр округа — Батлер.

## География
По данным Бюро переписи США, общая площадь округа — 2385 км², из которых 2366 км² — суша, а 19 км² или 0,8% — это водоемы.

### Соседние округа
|                       | Лодердейл (шт. Миссисипи) | Самтер | Маренго |  |
| Кларк (шт. Миссисипи) | север                     |        |         |  |
| Кларк (шт. Миссисипи) | Чокто                     |        |         |  |
| Кларк (шт. Миссисипи) | юг                        |        |         |  |
| Уэйн (шт. Миссисипи)  | Вашингтон                 | Кларк  |         |  |

## Демография
По данным переписи населения 2000 года в округе проживало 15 922 жителей, в составе 6363 хозяйств и 4574 семей. Плотность населения была 7 чел. на 1 квадратный километр. Насчитывалось 7839 жилых домов. Расовый состав населения был 55,14% белых, 44,13% чёрных или афроамериканцев, и 0,42% представители двух или более рас. 0,67% населения являлись испаноязычными или латиноамериканцами.
Из 6363 хозяйств 32,5% воспитывают детей возрастом до 18 лет, 52% супружеских пар живущих вместе, 16% женщин-одиночек, 28,1% не имели семей. 26,5% от общего количества живут самостоятельно, 11,6% — лица старше 65 лет, живущие в одиночку. В среднем на каждое хозяйство приходилось 2,48 человека, среднестатистический размер семьи составлял 2,99 человека.
Показатели по возрастным категориям в округе были следующие: 26,1% жители до 18 лет, 7,9% от 18 до 24 лет, 26,2% от 25 до 44 лет, 25,2% от 45 до 64 лет, и 14,6% старше 65 лет. Средний возраст составлял 38 лет. На каждых 100 женщин приходилось 88,8 мужчины. На каждых 100 женщин в возрасте 18 лет и старше приходилось 85,4 мужчины.